# Cité léonine

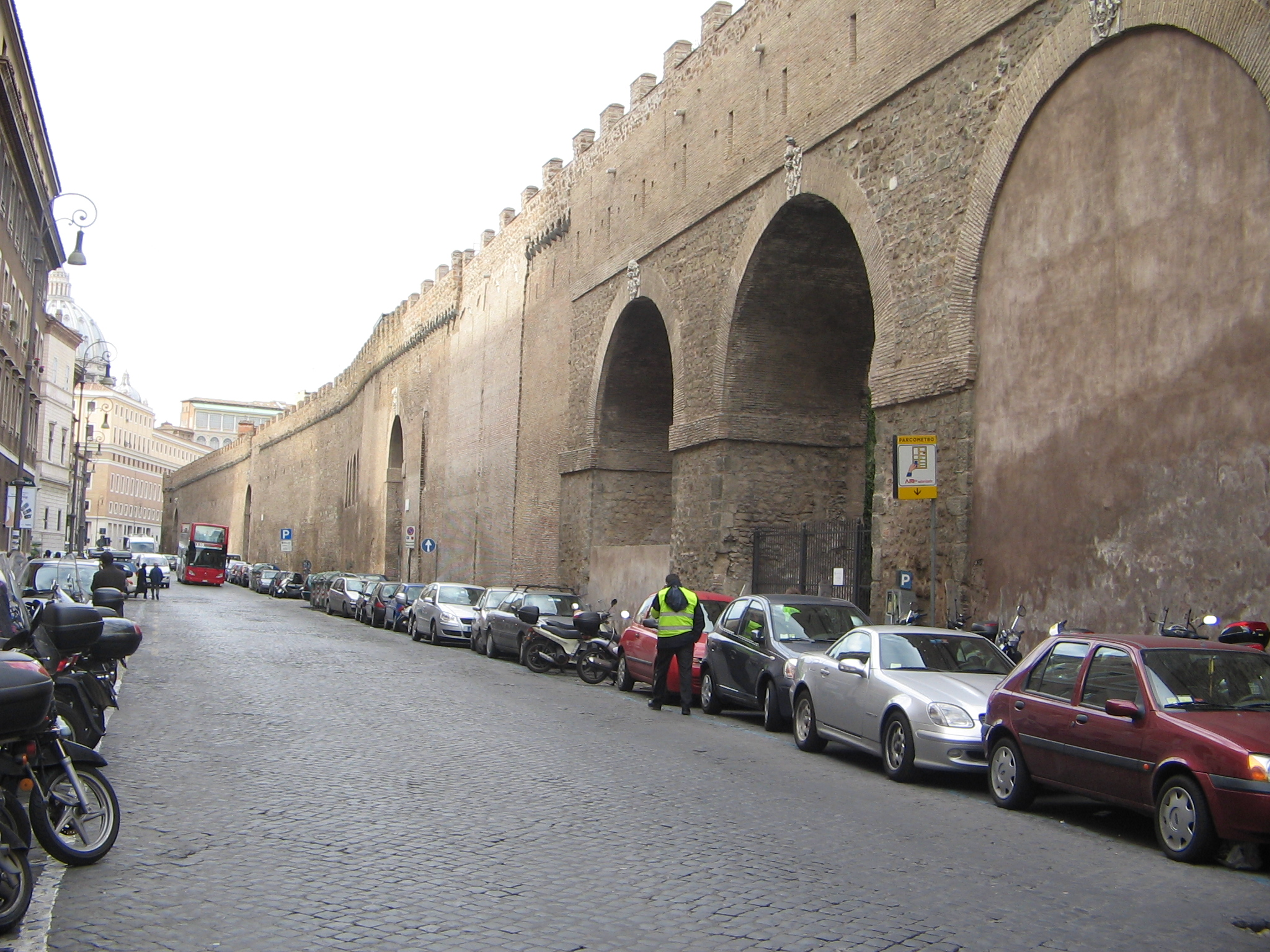
Le Passetto di Borgo.

La Cité léonine (latin Civitas leonina) est un quartier de Rome que le pape Léon IV avait fait entourer de remparts (le mur léonin) pour défendre la basilique Saint-Pierre contre les incursions musulmanes au IXe siècle. 
En effet, la plaine et les collines vaticanes, situées sur la rive droite du Tibre, n'étaient pas comprises dans le territoire protégé par le mur d'Aurélien, composé des sept collines de Rome (toutes situées sur la rive gauche), et du Transtévère (rive droite).
La Cité léonine correspond aujourd'hui au Borgo et à la Cité du Vatican. Le mur léonin constitue la seule enceinte médiévale construite à Rome.

## Histoire
Après une première tentative par Léon III, la construction du mur léonin est décidée par Léon IV à la suite du sac de la basilique Saint-Pierre en 846 par les Sarrasins. Il est édifié de 848 à 852, et constitue la seule extension jamais faite au mur d'Aurélien. Pour ce faire, Léon IV utilise les Sarrasins faits prisonniers lors de la bataille d'Ostie en 849, mais aussi nombre de Corses au service de Rome et de la Papauté après la chute de l’empire romain et depuis qu’ils furent accueillis par le Pape (Léon IV), alors qu’ils fuyaient l'île, ravagée par les mêmes Sarrasins. Ces souvenirs sont consignés, jusqu’à la période du Quattrocento, dans cette chronique des actes des Papes, tenue à jour au fil des siècles par les historiens de la Curie, qu’est le Liber Pontificalis : « [...] de nombreux Corses, qui terrifiés par les sarrasins, fuyaient leur propre sol et erraient çà et là en exil, privés de patrie, en vinrent à chercher au plus vite le refuge et le salut auprès du siège apostolique de Rome. [...] » Après avoir écouté leurs nombreuses offres de service, le Pape leur fait répondre : « Si vous vous engagez à mettre à exécution tout ce que vous Nous promettez, Nous vous donnerons des terres que vous pourrez habiter. Vous devrez rester fidèles à Nous-mêmes et à tous Nos successeurs [...]. » (citée dans L'Affaire de la garde corse du Pape. Marc Piazza. Ed. Anima Corsa).
Le mur léonin est inauguré solennellement le 27 juin 852.
Ce premier mur avait un tracé en U : débutant au mausolée d'Hadrien, il montait vers la colline du Vatican pour englober la basilique Saint-Pierre avant de redescendre vers le fleuve. Haut de 12 mètres et long de 3 km, il était percé de trois portes : à l'ouest près du mausolée (posterula Sancti Angeli), au nord près de l'église San Pellegrino (Porta Sancti Peregrini, puis Porta Viridaria et Porta Sancti Petri), et au sud vers le Transtévère (Posterula Saxonum puis Porta Santo Spirito).
De retour d'Avignon, les papes considérèrent la cité léonine comme plus facile à défendre que le Latran, en particulier du fait du château Saint-Ange. Les murs sont alors régulièrement restaurés et renforcés. Cependant, le sac de Rome de 1527 montra l'insuffisance de ces murailles et leur inefficacité face à l'artillerie nouvelle. Paul III décida en 1532 de construire une nouvelle fortification bastionnée conçue selon les principes modernes. D'abord dirigés par Antonio da Sangallo le Jeune et par Michel-Ange, les travaux continuèrent sous le pontificat de Pie IV, et furent achevés sous celui de Pie V. Cette nouvelle muraille s'écartait considérablement du tracé de l'ancien mur léonin vers le nord.
Les portes actuelles du mur léonin sont, dans le sens horaire :
- Porta Santo Spirito,
- Porta Cavalleggeri, ancienne Porta Turrionis (murée),
- Porta Fabbrica, ancienne Porta Fornacum (murée),
- Porta Pertusa (murée),
- Porta Angelica (détruite),
- Porta di Sant’Anna,
- Porte San Pellegrino,
- Porta Castello (détruite).